# Lampsilis fasciola
Lampsilis fasciola är en musselart som beskrevs av Rafinesque 1820. Lampsilis fasciola ingår i släktet Lampsilis och familjen målarmusslor. IUCN kategoriserar arten globalt som livskraftig. Inga underarter finns listade i Catalogue of Life.

## Bildgalleri

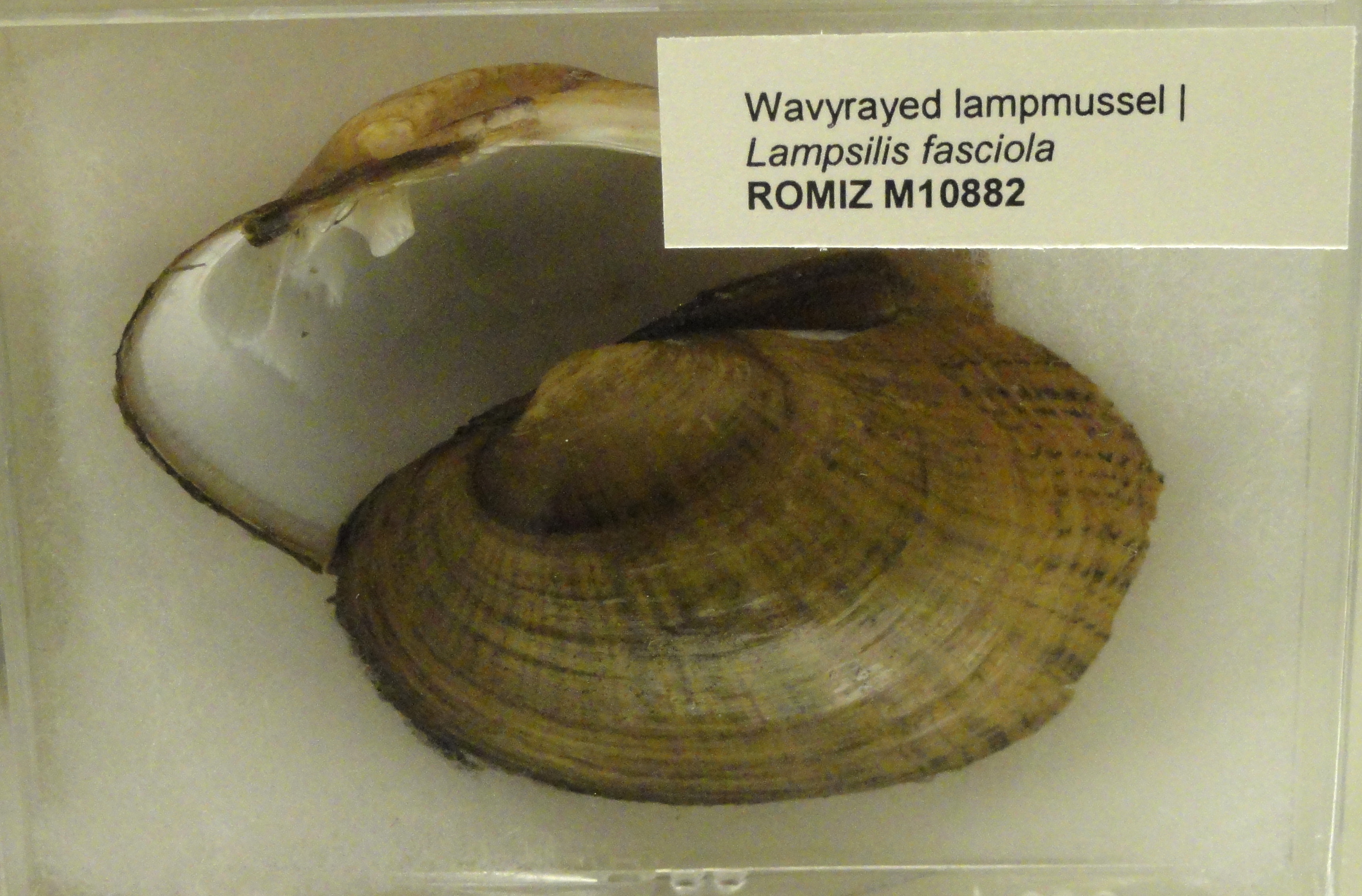